# Beautiful (Mai Kuraki)
Beautiful è un singolo della cantante giapponese Mai Kuraki, pubblicato nel 2009 ed estratto dalla raccolta All My Best.

## Tracce
1. Beautiful – 4:31
2. Wana – 3:24
3. Beautiful (Instrumental) – 4:30